# Barbara Lazović
Barbara Lazović (született: Varlec, Brežice, 1988. január 4. –) szlovén-montenegrói kettős állampolgársággal rendelkező válogatott kézilabdázó, a szlovén Krim Ljubljana játékosa.

## Pályafutása

### Klubcsapatokban
Pályafutását szülővárosának csapatában, a ŽRK Brežicében kezdte. Tizenhat éves korában mutatkozott be a felnőtt csapatban, majd egy évvel később a Krim Ljubljanához igazolt. Hat alkalommal nyert bajnoki címet a csapattal, majd 2014 nyarán a macedón ŽRK Vardar együttesében folytatta pályafutását. A klubbal négy alkalommal volt bajnok Macedóniában, a 2016–2017-es szezonban pedig bejutott a Bajnokok Ligája döntőjébe, ott azonban 31–30 arányban alulmaradt a Győri Audi ETO-val szemben. A 2018–2019-es idényben a CSM Bucureștiben kézilabdázott. 2019 nyarától a Budućnost Podgorica játékosa. 1 év elteltével bejelentette, hogy visszatér Bukarestbe.

### A válogatottban
A szlovén válogatottban 75 mérkőzésen 267 alkalommal volt eredményes, szerepelt a 2016-os Európa-bajnokságon. 2020 májusában felvetődött, hogy a férje által montenegrói állampolgársággal is rendelkező Lazović a montenegrói válogatottban szerepel a továbbiakban.

## Magánélete
A ŽRK Zaječar csapatánál eltöltött idő alatt ismerkedett meg későbbi férjével, a szintén kézilabdázó Vuk Lazovićcsal, akivel 2011. június 18-án házasodtak össze, 2011 szeptemberében pedig megszületett gyermekük Luka.  Édesapja Danilo Lazović (1951–2006) jugoszláv színművész volt.

## Sikerei, díjai
Krim Ljubljana
- Szlovén bajnok: 2008, 2009, 2011, 2012, 2013, 2014
- Szlovén Kupa-győztes: 2008, 2009, 2011, 2012, 2013, 2014

ŽRK Zaječar
- Szerb bajnok: 2010
- Szerb Kupa-győztes: 2010

ŽRK Vardar
- Macedón bajnok: 2015, 2016, 2017, 2018
- Macedón Kupa-győztes: 2015, 2016, 2017, 2018
- Bajnokok Ligája-döntős: 2017